# 伊加·斯威雅蒂
伊加·纳塔利娅·斯维亚特克（波蘭語：Iga Natalia Świątek；2001年5月31日—），波兰女子网球运动员，單打最高世界排名第一，六座大滿貫得主。
2020年10月，在夺得法國網球公開賽后成为史上首位获得大满贯冠军的波兰选手。2022年3月，在被称为“陽光雙賽”的印第安韦尔斯和迈阿密公开赛接連夺冠，成为史上第四位、也是最年轻的获得“阳光双冠”的球员，並首次登頂世界第一。
斯维亚特克拥有全场地类型的打法。最有威力的是其正拍上旋进攻，反拍也比较稳定，在红土场上实力最为突出。

## 網球生涯

### 早期
斯维亚特克在青少年時期就引起了國際網球界的關注，2018年獲得溫布頓青少年女單冠軍（決賽擊敗瑞士球員莱奥妮·金）、法網青少年女雙冠軍（搭檔美國球員凯蒂·麦克纳利，決賽擊敗日本組合内藤祐希和佐藤南帆），以及获得2018年布宜诺斯艾利斯青奥女子双打金牌。在2019年正式轉入職業。

### 2020年：法国公开赛冠军，首次世界排名前20
斯维亚特克1月在澳大利亚网球公开赛第三輪战胜世界排名20的唐娜·維基奇打进第四轮，創當時她在大滿貫第最佳成績；隨後在2月卡塔尔公开赛首輪再次击败维基奇，這也是她在COVID-19大流行導致WTA巡回赛暂停六个月之前的最后一场胜利。
在巡回赛恢复后，斯维亚特克持续在大满贯赛大有斬獲。包括在美国网球公开赛进入第三轮（输给最终的亚军维多利亚·阿扎伦卡），以及受疫情影響而延至9月的法国网球公开赛。
法网赛前僅來到世界排名第54位的斯维亚特克，在首轮击败了2019年亚军、世界排名第19位的馬爾凱塔·萬卓索娃，第四轮战胜當時已取得17连胜，被視為夺冠热门的賽會头号种子西莫娜·哈勒普，最後在决赛击败世界第六的索菲亞·科寧得到首座的WTA冠軍。七場比賽一盘未失，沒讓任何一名對手贏得五局以上（第三輪及決賽的對手尤金妮·布沙尔和科寧在兩盤比賽中贏得五局）总共输掉28局，在公开赛时代的法網单打冠军中排名第二，仅次于1988年施特菲·格拉夫输掉的20局。她还参加了双打比赛，与妮可·梅里查尔-马丁内斯首次合作便进入半决赛，直到这场比赛才丢失一盘。
斯维亚特克是首位赢得大满贯单打冠军的波兰选手、WTA史上排名最低的法網冠军，也是自2005年拉斐尔·纳达尔以来最年轻的单打冠军，以及自1992年莫妮卡·莎莉絲以来最年轻的女单冠军。斯维亚特克賽後排名上升到世界第17位。

### 2021年：第一座WTA500、WTA1000冠軍頭銜，首次世界排名前10
斯维亚特克1月在澳大利亚网球公开赛以賽會第15種子的身份出發，战胜了阿兰查·鲁斯、卡米拉·吉奧爾吉和菲奥娜·费罗进到第四轮，最後三盘比賽输给了哈勒普。在阿德莱德公开赛决赛直落二击败貝琳達·本契奇赢得第一个大满贯以外的WTA冠军，且整个锦标赛中仍没有丢掉一盘。
義大利公開賽決賽只花了46分鐘，便以6-0、6-0擊敗了卡羅萊娜·普利斯科娃贏得職業生涯第一座WTA1000級別冠軍頭銜。这是賽會首次在决赛出現以两個6-0获胜的球员，也是自1983年泰迈什瓦里·翁德赖奥以6-1和6-0击败邦妮·加杜塞克（Bonnie Gadusek）以来最压倒性胜利的意大利公开赛决赛。WTA巡回赛上一次出現在2016年布加勒斯特，哈勒普击败安娜絲塔西卓·希瓦妥娃的决赛；而上一个WTA1000賽以上等級的賽事則要追溯到1988年法国网球公开赛施特菲·格拉夫對陣娜塔莎·茲韋列娃的比賽。
5月17日，斯维亚特克首次WTA排名进入世界前10，达到第9。

### 2022年：法网、美网冠军，3座WTA1000冠军头衔，世界排名第一
斯维亚特克2月以七号种子进入卡塔尔公开赛。在1/4决赛、半决赛击败了头号种子阿里娜·萨巴伦卡和瑪麗亞·莎卡瑞，與四号种子阿內特·康塔薇特的决赛只输了两局即获得第二个WTA1000賽冠军头衔。
3月印第安韦尔斯公开赛，生涯第三場WTA1000賽决赛以直落两盘击败6号种子莎卡瑞，赢得了第五个冠军头衔。背靠背的1000赛胜利讓斯维亚特克上升至世界排名第二。隔週的迈阿密公开赛由于卫冕世界排名第一的阿什莉·巴蒂于3月23日退役，因此斯维亚特克在第二轮战胜維多莉亞·格魯比奇之后获得了世界排名第一的单打排名。排名于4月4日更新，斯维亚特克是唯一在单打排名第一的波兰网球运动员（盧卡斯·古博特則在双打項目登頂）。
迈阿密公开赛再次不失一盘地晋级决赛，先后击败14号种子科科·高夫、28号种子彼得拉·科维托娃和16号种子潔西卡·佩古拉，並在决赛击败了前世界第一的大坂直美，并成为有史以来第四位，也是获得“阳光双冠”最年轻的球员（前三位为格拉夫，金·克萊斯特絲和维多利亚·阿扎伦卡），这是她职业生涯的第六个冠军头衔，同时她也横扫了本赛季的前三个WTA 1000冠军。
5月在意大利公开赛以直落二擊敗昂絲·加博奪得女單冠軍；成为世界第一之后的首場大满贯法网决赛即以6-1、6-3战胜高夫，以7场比赛只丢1盘的战绩成功捧起第二座法国网球公开赛冠军。自2月份多哈站以來已取得35连胜，超过2013年塞雷娜·威廉姆斯34连胜记录，追平2000年维纳斯·威廉姆斯35连胜的记录。
斯维亚特克在没有参加草地热身赛的情况下空降温布尔登网球锦标赛，在击败克罗地亚选手亚娜·费特、荷兰的幸运落败者莱斯利·克霍维之後，第三轮被法国老将阿莉泽·科尔内直落二淘汰，终结了连续七場大满贯都进入第二週賽程的记录，但37连胜仍是21世纪最长的连胜纪录。
9月美网1/4决赛及半决赛先後击败了八号种子佩古拉、六号种子萨巴伦卡，并在决赛直落两盘战胜了加博收穫第三座大满贯冠军。成為首位赢得美国公开赛的波兰女子选手。
圣地亚哥公开赛先后击败郑钦文、高夫、佩古拉和资格赛选手維基奇，夺得本赛季第8个冠军头衔。成为2013年小威廉姆斯之後再有球员在單一賽季获得最多冠军（8座）、赢得最多比赛（67胜9负）、打出最多6-0（22盘）以及积分突破11000分。
在得克萨斯州沃思堡举行的2022年WTA年终总决赛小组赛阶段不失一盘地击败了黛莉亞·卡薩特金娜、卡罗琳·加西亚和高夫；但半决赛输给了萨巴伦卡。

### 2024年：法网冠军，巴黎奥运铜牌，年終賽失利
斯维亚特克在6月的法网成功卫冕，实现三连冠。
7月在巴黎奥运网球女单赛事先后击败伊琳娜-卡梅利亞·貝古、戴安娜·帕里、王曦雨和丹妮爾·柯林斯，但半决赛不敌郑钦文，结束在罗兰·加洛斯球场的1149天不败纪录；不過铜牌赛击败安娜·卡罗利娜·施米德洛娃，成为首位获得奥运网球奖牌的波兰选手。
缺席美網之後賽事的施維雅迪在利雅得年終總決賽小組賽在關鍵一戰以3–6、4–6負於高夫，而同組的巴尔博拉·克赖奇科娃又以7–5、6–4戰勝高夫，斯维亚特克確定以2勝1負的小分劣勢被淘汰，止步小組賽。

### 其他
斯维亚特克在2019年赢得了WTA年度粉丝最喜欢的镜头，并在2020年被选为WTA进步最快选手和粉丝最喜欢的单打选手。

## 球場外的活動

### 裝備與赞助
斯维亚特克从2023年3月20日开始由罗杰·费德勒支持的瑞士公司On赞助服装和鞋子。是第一位获得On公司赞助的女性网球运动员，并将穿着他们的旗舰网球鞋Roger Pro的定制版本。
2023年，斯维亚特克成为波兰运动饮料Oshee的全球大使。
斯维亚特克在2022年美国公开赛上赢得她的第三个大满贯冠军后，开始由IMG代理。
2021年，斯维亚特克与Tecnifibre签订了球拍的代言协议，且为了庆祝斯维亚特克以新球拍在2022年法国网球公开赛上取得重大胜利，Tecnifibre将其营销名称改为「Swiateknifibre」、商标以象徵波蘭的白色和红色配色，为期7天。这是该制造商的第一个女子大满贯冠军。
2021年2月起，斯维亚特克的主要合作伙伴是波兰最大的保险公司PZU。斯维亚特克的父亲证实她在2021年与劳力士签订了合同。
2020年起，斯维亚特克的服装和鞋子都由ASICS赞助。
斯维亚特克也得到了紅牛能量飲料、中国科技巨头小米集團和丰田汽车雷克萨斯的支持。

## 生涯统计

### 大滿貫與年終賽年表
指引：
| W | F | SF | QF | #R | RR | LQ (Q#) | A | P | Z# | PO | SF-B | F-S | G | NMS | NH | NQ |

W：冠軍；F：亞軍；SF：四強；QF：八強；#R：前四輪；RR：小組賽；LQ：止步資格賽；A：缺席；P：比赛延期；Z#：戴维斯杯/联合会杯组别赛（#表示级别）；PO：參與戴維斯盃/联合会杯附加赛；SF-B：奧運會銅牌；F-S：奧運會銀牌；G：奧運會金牌；NMS：非ATP1000大師賽系列；NH：該賽事本年度未舉行；NQ：未入圍。

#### 单打
| 巡回赛             | 2019 | 2020 | 2021 | 2022 | 2023 | 2024 | SR     | W–L   | 胜 % |
| ------------------ | ---- | ---- | ---- | ---- | ---- | ---- | ------ | ----- | ---- |
| 网球大满贯         |      |      |      |      |      |      |        |       |      |
| 澳大利亚网球公开赛 | 2R   | 4R   | 4R   | SF   | 4R   | 3R   | 0 / 6  | 17–6  | 74%  |
| 法国网球公开赛     | 4R   | W    | QF   | W    | W    | W    | 4 / 6  | 35–2  | 95%  |
| 温布尔登网球锦标赛 | 1R   | NH   | 4R   | 3R   | QF   | 3R   | 0 / 5  | 11–5  | 69%  |
| 美国网球公开赛     | 2R   | 3R   | 4R   | W    | 4R   |      | 1 / 5  | 16–4  | 80%  |
| 胜-负              | 5–4  | 12–2 | 13–4 | 21–2 | 17–3 | 11–2 | 5 / 22 | 79–17 | 82%  |

#### 双打
| 巡回赛             | 2019 | 2020 | 2021 | 2022 | 2023 | 2024 | SR    | W–L  | Win % |
| ------------------ | ---- | ---- | ---- | ---- | ---- | ---- | ----- | ---- | ----- |
| 网球大满贯         |      |      |      |      |      |      |       |      |       |
| 澳大利亚网球公开赛 | A    | A    | A    | A    | A    | A    | 0 / 0 | 0–0  | –     |
| 法国网球公开赛     | A    | SF   | F    | A    | A    | A    | 0 / 2 | 9–2  | 82%   |
| 温布尔登网球锦标赛 | A    | NH   | A    | A    | A    |      | 0 / 0 | 0–0  | –     |
| 美国网球公开赛     | 2R   | A    | A    | A    | A    |      | 0 / 1 | 1–1  | 50%   |
| 胜-负              | 1–1  | 4–1  | 5–1  | 0–0  | 0–0  | 0–0  | 0 / 3 | 10–3 | 77%   |

### 大满贯决赛

#### 單打
| 結果 | 年份 | 比賽             | 場地 | 決賽對手          | 勝方比分      |
| 冠軍 | 2020 | 法国网球公开赛   | 泥地 | 索菲亚·科宁       | 6–4, 6–1      |
| 冠軍 | 2022 | 法国网球公开赛   | 泥地 | 科科·高夫         | 6–1, 6–3      |
| 冠軍 | 2022 | 美國网球公开赛   | 硬地 | 昂絲·加博         | 6–2, 7–6(7–5) |
| 冠軍 | 2023 | 法国网球公开赛   | 泥地 | 卡罗利娜·穆霍娃   | 6–2, 5–7, 6–4 |
| 冠軍 | 2024 | 法国网球公开赛   | 泥地 | 贾斯明·保利尼     | 6–2, 6–1      |
| 冠軍 | 2025 | 溫布頓网球公开赛 | 草地 | 亞曼達·阿尼西莫娃 | 6–0, 6–0      |

#### 双打
| 結果 | 年份 | 比賽           | 場地 | 搭檔               | 決賽對手                              | 勝方比分 |
| 亞軍 | 2021 | 法国网球公开赛 | 泥地 | 比丹妮·玛蒂克-桑兹 | 巴博拉·克雷吉茨科娃 凯特琳娜·丝妮柯娃 | 4–6, 2–6 |

### WTA年終賽
| 結果 | 年份 | 舉行地點   | 場地     | 決賽對手 | 勝方比分 |
| ---- | ---- | ---------- | -------- | -------- | -------- |
| 冠軍 | 2023 | 墨西哥坎昆 | 室內硬地 | 皮古拉   | 6–1, 6–0 |

## 备注
1. ↑  此前她使用Prince Textreme 100 Tour球拍，但雙方並未簽訂合約